# Nederlandse kampioenschappen schaatsen afstanden 2012
De Nederlandse kampioenschappen afstanden 2012 werden van 4 tot en met 6 november 2011 gehouden in de schaatshal Thialf in Heerenveen.
Tijdens deze NK afstanden (m/v) waren er naast de nationale titels op de afstanden ook plaatsbewijzen te verdienen voor de drie wereldbekerwedstrijden die op het kampioenschap volgden.

## Tijdschema
| Programma           |         | |
| Datum               | Aanvang | Onderdeel |
| vrijdag 4 november  | 16:00   | 5000 meter mannen 500 meter vrouwen (1e run) 500 meter mannen (1e run)                                       |
| zaterdag 5 november | 13:00   | 500 meter vrouwen (2e run) 500 meter mannen (2e run) 1000 meter vrouwen 1000 meter mannen 3000 meter vrouwen |
| zondag 6 november   | 12:00   | 1500 meter vrouwen 1500 meter mannen 5000 meter vrouwen 10.000 meter mannen                                  |

## Medailles

### Mannen
| Onderdeel | Goud                     | Goud                 | Zilver               | Zilver               | Brons                    | Brons                |
| --------- | ------------------------ | -------------------- | -------------------- | -------------------- | ------------------------ | -------------------- |
| 500 m     | Jan Smeekens Control     | 70,600 (35,08/35,52) | Michel Mulder APPM   | 70,610 (35,20/35,41) | Stefan Groothuis Control | 70,850 (35,27/35,58) |
| 1000 m    | Stefan Groothuis Control | 1.08,68              | Sjoerd de Vries APPM | 1.09,15              | Kjeld Nuis Control       | 1.09,50              |
| 1500 m    | Stefan Groothuis Control | 1.46,26              | Kjeld Nuis Control   | 1.46,88              | Sjoerd de Vries APPM     | 1.46,89              |
| 5000 m    | Jorrit Bergsma BAM       | 6.17,84              | Bob de Jong BAM      | 6.18,72              | Sven Kramer TVM          | 6.19,35              |
| 10.000 m  | Bob de Jong BAM          | 12.57,29             | Jorrit Bergsma BAM   | 13.00,45             | Sven Kramer TVM          | 13.09,96             |

### Vrouwen
| Onderdeel | Goud                      | Goud                 | Zilver                         | Zilver               | Brons                             | Brons                |
| --------- | ------------------------- | -------------------- | ------------------------------ | -------------------- | --------------------------------- | -------------------- |
| 500 m     | Thijsje Oenema Team Op=Op | 77,090 (38,41/38,68) | Margot Boer Team Liga          | 77,480 (38,65/38,83) | Annette Gerritsen Team Liga       | 77,780 (38,93/38,94) |
| 1000 m    | Thijsje Oenema Team Op=Op | 1.16,53              | Marrit Leenstra Team Hart      | 1.16,79              | Ireen Wüst TVM                    | 1.16,88              |
| 1500 m    | Ireen Wüst TVM            | 1.57,77              | Marrit Leenstra Team Hart      | 1.57,91              | Diane Valkenburg Control          | 1.59,31              |
| 3000 m    | Pien Keulstra Jong Oranje | 4.09,75              | Diane Valkenburg Control       | 4.10,37              | Ireen Wüst TVM                    | 4.10,58              |
| 5000 m    | Pien Keulstra Jong Oranje | 7.12,55              | Carlijn Achtereekte Team Op=Op | 7.15,31              | Annouk van der Weijden Team Op=Op | 7.15,89              |

## Medaillespiegel teams
| Plaats | Teams                   | Goud | Zilver | Brons | Totaal |
| 1      | Control                 | 3    | 2      | 3     | 8      |
| 2      | BAM                     | 2    | 2      | 0     | 4      |
| 3      | Team Op=Op Voordeelshop | 2    | 1      | 1     | 4      |
| 4      | Jong Oranje             | 2    | 0      | 0     | 2      |
| 5      | TVM                     | 1    | 0      | 4     | 5      |
| 6      | APPM                    | 0    | 2      | 1     | 3      |
| 7      | Team Hart               | 0    | 2      | 0     | 2      |
| 8      | Team Liga               | 0    | 1      | 1     | 2      |
| Totaal | Totaal                  | 10   | 10     | 10    | 30     |